# Eastside
«Eastside» es una canción del productor de música estadounidense Benny Blanco, y los cantantes estadounidenses Halsey y Khalid. La canción fue lanzada el 12 de julio de 2018 y sirve como el sencillo debut de Blanco. La canción debutó en el número 56 del Billboard Hot 100 en los Estados Unidos el 28 de julio de 2018, tiempo después logró posicionarse en el número 9 de la lista. Logró posicionarse en el número uno en Reino Unido, Irlanda, Nueva Zelanda y Singapur, y en el número dos en Australia y Dinamarca.

## Lanzamiento
Blanco presentó la canción el 12 de julio de 2018 en la estación "Beats 1" de Apple Music, en una entrevista con Zane Lowe. La canción fue puesta para descarga digital y streaming junto con el video musical, ese mismo día.

## Video musical
Dos videos distintos se produjeron para Eastside.
El primer video fue subido al canal de YouTube de Benny Blanco el 12 de julio de 2018. En él, se muestran las historias personales de Blanco, Halsey y sus primeras parejas respectivas. Los relatos se realizan de forma muy básica, mostrando solamente los lugares donde ocurrieron los hechos y contando las historias a través de subtítulos.
Primero se presenta a Benny Blanco, describiendo sus gustos y su miedo a volar. Luego se muestran imágenes de Virginia y el departamento donde el músico vivía, para posteriormente cambiar la ubicación a la ex-escuela del músico (Langston Hughes, también ubicado en Virginia). Dentro del recinto, se cuenta la historia de la primera vez que Blanco besó a una chica (luego identificada como Ash en el video) y defecó en sus pantalones y corrió hacia su casa. Acto seguido se presenta a Halsey con una introducción similar (se indica que ella viene de Nueva Jersey y que estudió en Warren Hills, ubicado en la misma ciudad). Al igual que en la primera historia, también se relata la vez en que la cantante se enamoró de una chica y cómo su madre le contó que era un situación en la cual ella no debería avergonzarse. El video termina con la breve historia de Ash, en la cual ella dice no recordar a Benny Blanco y sus planes de cambiarse de hogar junto con su pareja. 
El segundo video fue cargado el 17 de agosto de mismo año al mismo canal y se trata de un video en vertical. A diferencia del primero, el video toma un tono más humorístico. El videoclip, el cual solamente muestra la pantalla de un iPhone, incluye a Benny Blanco pidiendo ayuda a distintas celebridades para realizar un video en vértical, debido a que su mánager le exigía tenerlo el mismo día de la grabación. Varios músicos y personalidades hacen cameos en la grabación, incluyendo a Ed Sheeran, Lil Dicky y Mason Ramsey.

## Posicionamiento en listas

### Listas semanales
| Listas (2018–19)                     | Mejor posición |
| ------------------------------------ | -------------- |
| Australia (ARIA)                     | 2              |
| Austria (Ö3 Austria Top 40)          | 12             |
| Bélgica (Flandes) (Ultratop 50)      | 28             |
| Bélgica (Valonia) (Ultratop 50)      | 30             |
| Canadá (Canadian Hot 100)            | 6              |
| Croacia (HRT)                        | 26             |
| República Checa (Rádio Top 100)      | 9              |
| Dinamarca (Tracklisten)              | 2              |
| Francia (SNEP)                       | 97             |
| Alemania (Media Control AG)          | 15             |
| Grecia Digital Singles (IFPI Grecia) | 13             |
| Irlanda (IRMA)                       | 1              |
| Italia (FIMI)                        | 59             |
| Letonia (Letonia Top 40)             | 6              |
| Líbano (Lebanese Top 20)             | 1              |
| Malasia (RIM)                        | 4              |

## Certificaciones
| País           | Organismo certificador | Certificación | Ventas certificadas | Ref.   |
| -------------- | ---------------------- | ------------- | ------------------- | ------ |
| Australia      | ARIA                   | 7× Platino    | 490,000             | [ 21 ] |
| Bélgica        | BEA                    | Oro           | 20,000              |        |
| Canadá         | MC                     | 5× Platino    | 400,000             | [ 22 ] |
| Dinamarca      | IFPI Denmark           | 2x Platino    | 90,000              | [ 23 ] |
| Estados Unidos | RIAA                   | 4x Platino    | 4,000,000           | [ 24 ] |
| Francia        | SNEP                   | Oro           | 15,000,000          | [ 25 ] |
| Italia         | FIMI                   | Platino       | 70,000              | [ 26 ] |
| México         | AMPROFON               | Oro           | 30,000              | [ 27 ] |
| Noruega        | IFPI Noruega           | Platino       | 10,000              |        |
| Nueva Zelanda  | RMNZ                   | Platino       | 30,000              |        |
| Reino Unido    | BPI                    | 2x Platino    | 600,000             | [ 28 ] |
| Suecia         | GLF                    | Platino       | 40,000              |        |